# Huw Nightingale
Huw Nightingale (Bolton, 12 novembre 2001) è uno snowboarder britannico, specializzato nello snowboard cross.

## Biografia
Specializzato nello snowboard cross e attivo a livello internazionale dal febbraio 2018, Nightingale ha debuttato in Coppa del Mondo il 10 dicembre 2021, giungendo 28º a Montafon.
In carriera ha preso parte a una rassegna olimpica e a una iridata.

## Palmarès

### Mondiali
- 1 medaglia:
  - 1 oro (snowboard cross a squadre a Bakuriani 2023)

### Coppa del Mondo
- Miglior piazzamento nella Coppa del Mondo di snowboard cross: 45º nel 2023